# Салли Гарднер в галопе
«Лошадь в движении» (англ. Horse in Motion) — серия из шести картотек, созданных Эдвардом Мейбриджем. Каждая картотека состоит из шести-двенадцати хронофотографических снимков, изображающих движение лошади. Мейбридж снял фотографии в июне 1878 года. Всемирную известность получила картотека «Салли Гарднер в галопе» (англ. Sallie Gardner at a Gallop).
Данную серию и дальнейшие подобные эксперименты с хронофотографией можно рассматривать как важный шаг в развитии кинематографа. Фотографии были напечатаны в выпуске журнала Scientific American 19 октября 1878 года.
Съёмку Мейбриджу заказал Леланд Стэнфорд, промышленник и наездник, поспоривший с двумя приятелями, что во время галопа есть моменты, когда лошадь не касается земли ни одним из копыт. Доказать это можно было только с помощью фотографии, так как человеческий глаз не способен уследить за быстрыми движениями лошади. На снимках видно, что все четыре ноги в какой-то фазе движения действительно одновременно не касаются земли, хотя это происходит только тогда, когда конечности «собраны» под телом, а не «вытянуты» вперёд и назад, как это изображали в живописи.

## Картотеки
Картотеки защищены авторским правом в 1878 году.
| описание | кадры | дата         | номер картотеки в книге 1881 года |
| --- | ----- | ------------ | --------------------------------- |
| «Эйб Эджингтон» (англ. Abe Adgington), лошадь Леланда Стэнфорда; всадник С. Мартин, походка рысью по дороге Пало-Альто | 12    | 15 июня 1878 | 34                                |
| «Эйб Эджингтон», походка рысью по дороге Пало-Альто                                                                    | 8     | 18 июня 1878 | 28                                |
| «Эйб Эджингтон», походка рысью по той же дороге                                                                        | 6     | 18 июня 1878 | 8                                 |
| «Магомет» (англ. Mahomet), лошадь Леланда Стэнфорда; всадник Г. Домм, походка по той же дороге                         | 8     | 17 июня 1878 | 16                                |
| «Салли Гарднер»; всадник Г. Домм, походка галопом, ферма Л. Стэнфорда                                                  | 12    | 19 июня 1878 | 43                                |
| «Оксидент» (англ. Occident), лошадь Леланда Стэнфорда; всадник С. Мартин, походка рысью                                | 12    | 20 июня 1878 | 35                                |

Существуют разные версии картотек с некоторыми отличиями. Некоторые из них довольно сильно отредактированы, лошадь и всадник на них изображены как чисто тёмные силуэты, в то время как другие версии сохраняют больше от оригинальных фотографических изображений (ср., например, обе иллюстрации Салли Гарднер в этой статье).
Одна версия «Эйба Эджингтона» также датируется 11 июня 1878 года вместо 15 июня 1878 года. Некоторые считают, что действие происходило на ипподроме Стэнфорда в Менло-парк, а не на дороге Пало-Альто.
Картотеки были также выпущены в Германии с названием Das Pferd im Bewegung и во Франции с названием Les Allures du Cheval.

## Разработка
Леланд Стэнфорд владел большой фермой, где он разводил и обучал лошадей, которые участвовали в бегах. Он интересовался вопросами их походки. По одной из версий, кроме общего интереса к скакунам со стороны обеспеченных людей того времени, внимание Стэнфорда к этому вопросу было вызвано тем, что он заключил по этому поводу пари на сумму в 25 000 долларов, а согласно другой, он хотел проверить результаты исследования французского физиолога и изобретателя Этьена-Жюля Маре, который в 1868 году проводил исследования по поводу поведения лошади, скачущей галопом. По его графикам, созданным в 1870 году, рисовальщики могли восстановить положение лошади при различных аллюрах. Они были выгравированы и обошли «весь мир лошадников», попав в Калифорнию к 1872 году.
Стэнфорд нанял фотографа Эдварда Мейбриджа в 1872 году, когда он хотел сфотографировать свою любимую лошадь в галопе. Первоначально Мейбридж считал, что невозможно сделать хороший снимок лошади в движении, но после нескольких неудачных попыток ему удалось получить удовлетворительный результат.
В июле 1877 года Мейбридж пытался удовлетворить требования Стэнфорда серией чётких фотографий лошади по кличке Оксидент во время её движения с гоночной скоростью на ипподроме Юнион Парк в Сакраменто, Калифорния. Он запечатлел лошадь на фотографии со всеми четырьмя ногами над землёй. Один из отпечатков фотографии был отправлен в местную калифорнийскую прессу, но поскольку обнаружилось, что негатив фотографии был отретуширован, пресса не стала публиковать снимок. Тем не менее, поскольку ретуширование негатива считалось в то время приемлемой практикой, благодаря этой фотографии Мейбридж получил награду на двенадцатой промышленной выставке в Сан-Франциско.
В следующем году Стэнфорд дал задание Мейбриджу: использовать несколько камер, чтобы сфотографировать лошадь в галопе на ферме Пало-Алто. 15 июня 1878 года в присутствии прессы Мейбридж сфотографировал лошадь по имени Салли Гарднер, выращенную в штате Кентукки.
Он расположил камеры вдоль пути, параллельного движению лошади. Мейбридж использовал 24 камеры, расстояние между которыми составляло 27 дюймов (68,5800000 см). Фотографии были сделаны последовательно с интервалом в одну двадцать пятую секунды, при этом выдержка составила менее 1/2000 секунды. Жокей Домм заставил лошадь двигаться галопом, она скакала со скоростью 36 миль (58 км) в час.
На нескольких фотографиях лошадь действительно была снята с четырьмя поднятыми ногами над землёй, а последовательно демонстрируемые фотографии производили эффект движения, то есть фильма. Мейбридж производил отпечатки снимков на месте; когда пресса заметила порванные ремни на седле Салли в снимках, они убедились в подлинности отпечатков.
Хотя ходили слухи, что Стэнфорд сделал большую ставку на результат исследования, историк Филлип Продгер сказал: «Я лично считаю, что история этой ставки является выдуманной. Нет никаких свидетельств очевидцев о том, что эти ставки когда-либо случались. Всё это слухи и информация из вторых рук».
В 1878 году серия этих снимков была выпущена повсеместно, они стали известны не только в США, но и в Европе. По замечанию историка кино Жоржа Садуля: «Они вызвали восторг учёных-исследователей и негодование художников-академистов, утверждавших, что фотообъектив „видит“ неправильно».
Крупнейший американский художник-реалист Томас Икинс и преподаватель (ученик академиста Жерома, известного своим интересом к анималистике) на основе серии фотографий Мейбриджа сделал с них слайды для использования в учебных целях. В 1879 году Икинс написал картину «Майское утро в парке», изображающую упряжку из четырёх лошадей, анатомическое положение ног которых было воспроизведено по фотографиям Мейбриджа.
В 1878—1882 годах опыты продолжались, в их ходе устранялись недостатки и ошибки первоначального метода. Так, пришлось столкнуться со слишком большой прочностью шнуров, которые не разрывались в нужный момент, а стягивали с места и опрокидывали кабины, аппараты, пластинки и даже самих операторов, а верёвки, протянутые через беговую дорожку, пугали некоторых животных. Кроме того лошадь, шаг которой неравномерен, при этом способе сама определяла момент экспозиции, и таким образом снимки производились не через определённые, строго равные промежутки.

## Последствия
В 1880 году Мейбридж начал просматривать цветные версии своих записей с помощью своего зупраксископа. В том же году он выступил с презентацией в Калифорнийской школе искусств; это была самая ранняя из известных демонстраций кинофильмов. В феврале 1888 года после лекции в штате Нью-Джерси Мейбриджа посетил впечатлённый выступлением Томас Эдисон, который недавно изобрёл фонограф. Изобретатель предложил объединить фонограф и зупраксископ в одно устройство, но достигнутая договорённость так и не была реализована. Вскоре Эдисон подал патентную заявку на «Кинетоскоп», положивший начало истории кинематографа.
В Европе снимки Мейбриджа произвели глубокое впечатление, в том числе и среди художников-анималистов и баталистов. В частности такие фотографии использовали Мейссонье и Эдгар Дега. Мейссонье, увидев эти снимки, понял, что положение ног лошади на них не совпадало с академическими канонами: «фотография опровергала Рафаэля, Ораса Верне и Жерико». По этому поводу завязалась переписка между миллионером и одним из самых дорогостоящих на то время художников, после чего Стэнфорд отправил Мейбриджа, с целью продемонстрировать его достижения, в Европу, где его работы уже «получили такой резонанс, что прибытие в Париж было событием». С помощью зупраксископа он провёл у Маре показ для научных кругов.
В сентябре 1881 года Мейбридж показал свои работы в роскошном особняке Мейссонье, где по этому поводу присутствовал «весь Париж». После того как были показаны фотографии и некоторые стали возмущаться неправдоподобием запечатлённых поз, в мастерской был натянут экран, на который проецировалось изображение с помощью волшебного фонаря, особой конструкции, в который вставили стеклянные пластинки с рисунками, сделанными по мгновенным фотографиям лошади в галопе: «Когда стало темно, рисунки на экране ожили. Самые неверующие сдались перед очевидностью. Когда эти казавшиеся неправдоподобными рисунки пришли в движение, они оказались вполне естественными и нормальными». Это представление из-за особого состава зрителей получило всемирную известность: настолько, что историк американского кино Терри Ремси (англ. Terry Ramsaye, 1885—1954) назвал его первой демонстрацией движущихся фотографий, которой, как указывает Садуль, «предшествовали многочисленные генеральные репетиции».
В 1882 году в Англии Мэйбриджа ждал успех ещё больший, чем во Франции. Он заменил свой первый аппарат проекционным праксиноскопом, выпущенным изобретателем Эмилем Рейно, который имел ещё лучшие демонстрационные характеристики. С помощью аппарата Рейно в Лондоне было дано представление в присутствии принца Уэльского, физиолога Томаса Гексли, премьер-министра Уильяма Гладстона, поэта Альфреда Теннисона, других знаменитостей и представителей высшего света.
В 1882 году Стэнфорд привлёк к проекту, с целью усовершенствования затвора, инженера Джона Д. Исаакса, которому удалось создать автоматическое приспособление для съёмки, используя механизм швейцарских музыкальных шкатулок.
Отношения между Мейбриджем и Стэнфордом ухудшились в 1882 году. Стэнфорд заказал книгу «Лошадь в движении: моментальная съёмка» (англ. The Horse in Motion: as Shown by Instantaneous Photography), которая позже была написана его другом и наездником Дж. Д. Б. Стиллманом. В книге утверждалось, что в ней представлены «моментальные» фотографии, однако на самом деле иллюстрации представляли собой фотографии Мейбриджа. О нём самом в книге упоминалось лишь в приложении, как о сотруднике Стэнфордского университета, написавшем отчёт. В результате британское Королевское общество искусств, ранее согласившееся финансировать дальнейшие эксперименты Мейбриджа по фотографированию животных в движении, отозвало финансирование. Его иск против Стэнфорда был отклонён судом. По мнению Садуля, охлаждение отношений между ними было вызвано триумфальным возвращением Мейбриджа из Европы.
Как указывал Жорж Садуль, история умалчивает, выиграл ли миллионер своё пари, после всех понесённых им затрат, составлявших на то время сумму около $40 000:
Но эта прихоть сделала его по крайней мере повсюду известным и в то же время какими-то неведомыми путями уже предвещала, что Калифорния станет мировым центром кинематографии, так же как безумное увлечение тюльпанами в Голландии XVII века подготовило эту страну к рождению громадной цветочной промышленности.
Вскоре Мейбридж получил поддержку Пенсильванского университета, который основал специальный комитет по оценке научной ценности работ фотографа. Университет опубликовал его работу в виде обширного портфолио из 780 коллотипий под названием «Локомоция животных: электро-фотографическое исследование последовательных фаз движения животных», 1872—1885. Пластины были размером 19 на 24 дюйма; общее количество изображений было около 20 000. Опубликованные листы включали 514 людей и животных в движении: 27 пластин с движением женщин, 16 с движением детей, 5 пластин с движением взрослых мужчин и 221 с животными.
Джакомо Балла, один из основоположников итальянского футуризма, используя опыты Мейбриджа и Маре, создаёт серию картин «Штудии девочки, выбегающей на балкон» (1912), где фазы движения не только чередовались, но и наслаивались друг на друга. Таким образом выражалась футуристическая концепция передачи движения.
Фотоэксперимент с лошадью упомянул в одной из своих книг математик Яков Перельман.
Эксперимент «Салли Гарднер» стал темой для Google Doodle 9 апреля 2012 года (к 182-й годовщине со дня рождения Мейбриджа).